# Hậu kỳ

Xử lý kỹ thuật trong hậu kỳ

Hậu kỳ hay gọi đầy đủ là sản xuất hậu kỳ (Post-production) là một phần của quá trình làm phim, sản xuất video, sản xuất âm thanh và chụp ảnh. Hậu kỳ bao gồm tất cả các giai đoạn sản xuất diễn ra sau chụp ảnh chính hoặc ghi lại các phân đoạn chương trình riêng lẻ, đây chính là giai đoạn cuối cùng trong quá trình sản xuất một sản phẩm sáng tạo (phim, video, chương trình truyền hình, bản ghi âm, ảnh kỹ thuật số). Giai đoạn này bắt đầu sau khi quá trình quay phim hoặc ghi âm (tiền kỳ và sản xuất) đã hoàn tất. Mục tiêu chính của hậu kỳ là biến những cảnh quay, âm thanh, hoặc hình ảnh thô thành một sản phẩm hoàn chỉnh, sẵn sàng để phát hành và đến với khán giả. Đây là giai đoạn mà các yếu tố rời rạc được lắp ráp, chỉnh sửa và hoàn thiện để tạo nên một câu chuyện liền mạch, hấp dẫn và có tính thẩm mỹ cao. 
Phần đầu tiên truyền thống của quy trình hậu kỳ, biên tập phim phi tuyến tính (analog), phần lớn đã được thay thế bằng kỹ thuật số hoặc phần mềm biên tập video, hoạt động như một hệ thống biên tập phi tuyến tính (NLE). Ưu điểm của biên tập phi tuyến tính là khả năng biên tập các cảnh không theo thứ tự, do đó tạo ra những thay đổi sáng tạo theo ý muốn. Sự linh hoạt này tạo điều kiện cho việc định hình cẩn thận bộ phim theo cách chu đáo, có ý nghĩa để tạo hiệu ứng cảm xúc. Khi nhóm sản xuất hài lòng với quá trình biên tập hình ảnh, quá trình biên tập được cho là khóa (locked). Tại thời điểm này, quá trình bàn giao bắt đầu, trong đó hình ảnh được chuẩn bị để hoàn thiện trong phòng thí nghiệm và màu sắc, và âm thanh được chấm và chuyển cho nhà soạn nhạc và nhà thiết kế âm thanh để thiết kế âm thanh, sáng tác và trộn âm thanh. Quá trình hậu kỳ thường bao gồm nhiều công đoạn phức tạp, đòi hỏi sự phối hợp của nhiều chuyên gia khác nhau, bao gồm các công đoạn chính như: 
- Dựng phim (Editing) gồm việc dựng bản nháp (Rough cut) khi Biên tập viên (Editor) sắp xếp các cảnh quay thô theo kịch bản để tạo ra một bản dựng sơ bộ, tập trung vào việc kể câu chuyện một cách logic và mạch lạc. Sau đó là dựng bản cuối (Final cut) sau khi có sự góp ý từ đạo diễn và nhà sản xuất, biên tập viên sẽ tinh chỉnh bản nháp, cắt gọt các cảnh thừa, điều chỉnh nhịp điệu để tạo ra phiên bản hoàn chỉnh nhất về mặt nội dung và thời lượng.
- Kỹ xảo hình ảnh (Visual Effects - VFX) là quá trình tạo ra hoặc chỉnh sửa những hình ảnh không thể thực hiện được trong thực tế khi quay. Kỹ xảo này được thực hiện bằng các kỹ thuật như Compositing (phối ảnh) tức là kết hợp nhiều lớp hình ảnh khác nhau, điển hình là diễn viên quay trên phông xanh và cảnh nền được tạo bằng máy tính). Tạo hình ảnh bằng máy tính (CGI - Computer Generated Imagery) là kỹ thuật tạo ra các nhân vật, môi trường, hoặc vật thể hoàn toàn bằng đồ họa máy tính. Đồ hoạ bối cảnh (Motion Graphics) để tạo ra các yếu tố đồ họa chuyển động như tiêu đề phim, giới thiệu nhân vật, hoặc các đoạn giới thiệu ngắn (infographic).
- Chỉnh màu (Color Grading) tức là sử dụng kỹ thuật hiệu chỉnh màu (Color Correction) thông qua việc điều chỉnh các thông số cơ bản của hình ảnh như độ sáng, độ tương phản, cân bằng trắng để các cảnh quay có sự đồng nhất về màu sắc. Ngày nay có kỹ thuật chỉnh màu nghệ thuật (Color Grading) sử dụng màu sắc để tạo ra một "tâm trạng" (mood) và "phong cách" (style) riêng cho bộ phim, giúp tăng cường cảm xúc và ý đồ của đạo diễn. Ví dụ, sử dụng tông màu lạnh cho cảnh kinh dị hoặc tông màu ấm áp cho cảnh lãng mạn.
- Hậu kỳ âm thanh (Sound Post-production) đóng vai trò quan trọng trong việc tạo ra trải nghiệm cảm xúc cho khán giả. Bao gồm việc dựng âm thanh (Sound Editing) là sự biên tập và đồng bộ hóa tất cả các yếu tố âm thanh, bao gồm lời thoại, giọng thuyết minh, tiếng động và âm nhạc. Thiết kế âm thanh (Sound Design) tạo ra các âm thanh đặc biệt (tiếng động của quái vật, âm thanh của tàu vũ trụ) để làm cho thế giới trong phim trở nên sống động. Lồng tiếng (Dubbing/ADR - Automated Dialogue Replacement) là việc thu âm lại lời thoại trong phòng thu để có chất lượng tốt hơn hoặc để dịch sang ngôn ngữ khác. Hòa âm phối khí (Sound Mixing) là kỹ thuật trộn tất cả các yếu âm thanh (lời thoại, nhạc nền, tiếng động) lại với nhau, điều chỉnh âm lượng để tạo ra một bản mix cuối cùng hài hòa và cân bằng.
- Nhạc phim (Music) gồm sáng tác nhạc nền (Scoring) là việc viết và thu âm nhạc nền gốc cho bộ phim. Sau đó là lựa chọn bài hát (Soundtrack) là sự lựa chọn và mua bản quyền các bài hát có sẵn để sử dụng trong phim.